# Beregowoje (Kaliningrad, Baltijsk)
Beregowoje (russisch Береговое), deutsch Tenkitten (litauisch Tenkytai) ist ein wohl 4000 Jahre altes Dorf im Samland, westlich von Primorsk (Frischhausen). Früher im Hinterland, liegt es heute durch den Landabbruch an der Ostsee. Beregowoje liegt in der russischen Oblast Kaliningrad und gehört zum Stadtkreis Baltijsk.

## Geographische Lage

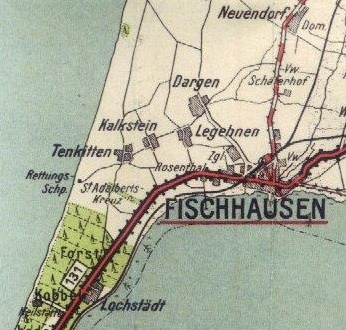
Die Lage Tenkittens im Südwesten des Samlandes bei Fischhausen am Frischen Haff (1938). (Im Südwesten von Tenkitten der Standort des St.-Adalbert-Kreuzes, siehe Text.)

Das Dorf liegt in der historischen Region Ostpreußen, etwa 34 Kilometer westlich der Stadt Kaliningrad (Königsberg) und drei Kilometer westlich der Stadt Primorsk (Fischhausen).

## Geschichte

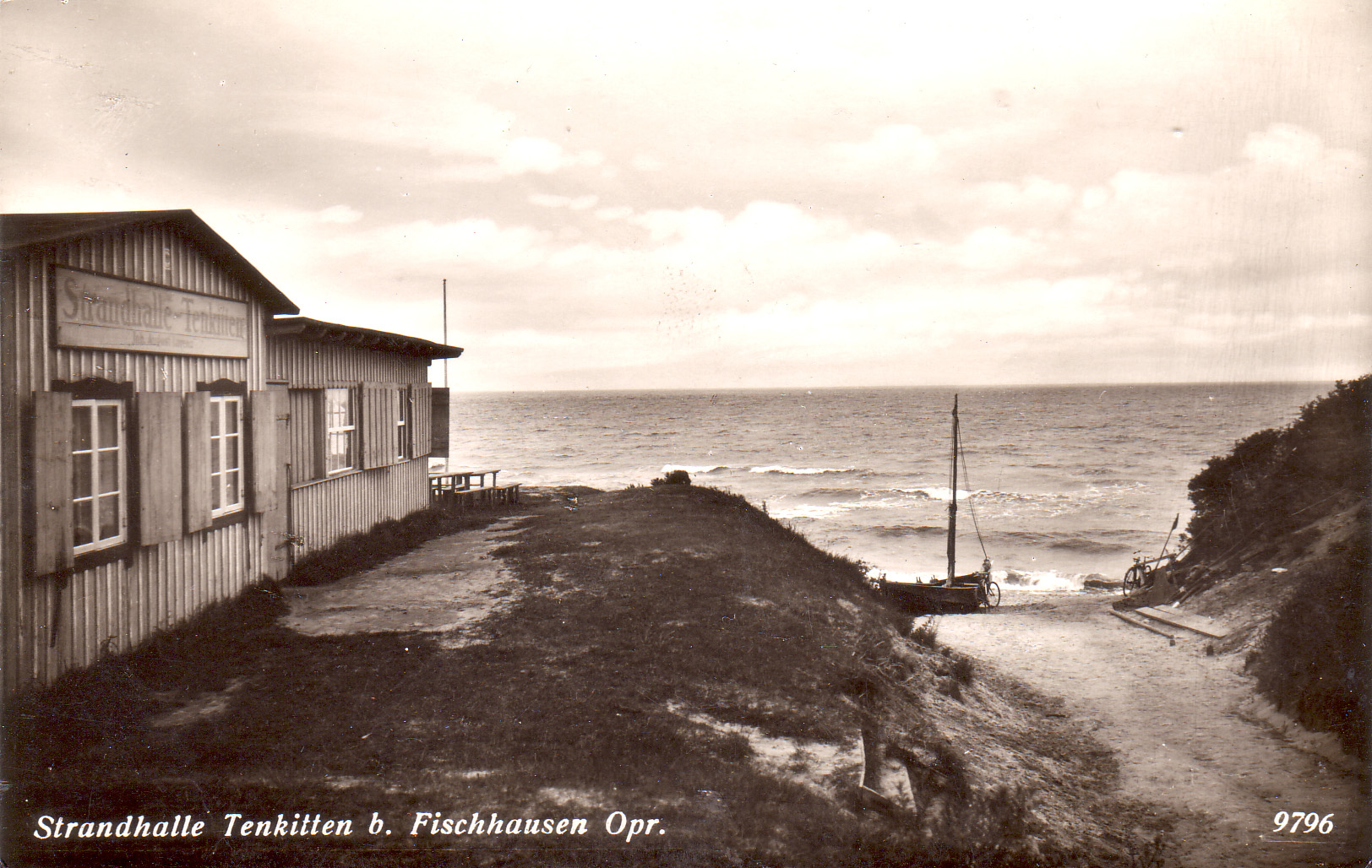
Strandhalle in Tenkitten (vor 1900)

Tenkitten, am Frischen Haff, westlich der Stadt Fischhausen, auf einer Landkarte von 1910

Das kleine Dorf Tenkitten wurde 1493 erstmals urkundlich erwähnt, obwohl es sich hier um viel älteres Siedlungsland handelt. Im Mittelalter hatte es für den Deutschen Orden Scharwerk zu leisten. Um 1831 hatte die Gemarkung des Dorfs – überwiegend Lehmboden enthaltend – eine Flächengröße von 476 Morgen, und es befanden sich hier sieben Ackergüter. Um 1825 war hier ein Erbpachtgut mit 135,8 Morgen im amtlichen Schätzwert von 1006 Talern zum Kauf angeboten worden.
Im Jahre 1874 wurde der Ort dem Amtsbezirk Lochstädt (russisch: Pawlowo, nicht mehr existent) zugeteilt. Er gehörte zum Landkreis Fischhausen im Regierungsbezirk Königsberg der preußischen Provinz Ostpreußen. Im Jahre 1914 wurde Tenkitten selbst Amtsdorf und blieb es bis 1945. Im Jahr 1928 wurde die Nachbargemeinde Kalkstein (russisch nach 1945: Uspeschnoje, nicht mehr existent) an Tenkitten angeschlossen.
Gegen Ende des Zweiten Weltkriegs wurde Tenkitten im Januar 1945 von der Roten Armee besetzt und nach Kriegsende zusammen mit dem nördlichen Ostpreußen besatzungsrechtlich unter sowjetische Verwaltung gestellt. Der Ort erhielt zu einem unbekannten Zeitpunkt die russische Bezeichnung Beregowoje und wurde der Stadt Primorsk unterstellt. Von 2008 bis 2018 gehörte Beregowoje zur Stadtgemeinde Baltijskoje gorodskoje posselenije im Rajon Baltijsk und seither zum Stadtkreis Baltijsk.

## Demographie
| Jahr | Einwohner | Anmerkungen |
| ---- | --------- | --- |
| 1782 | –         | königliches Dorf, mit zehn Feuerstellen (Haushaltungen), Wohnort des Pfarrers von Lochstädt und Alt Pillau, nahe bei Lochstädt; früher stand hier die jetzt in Lochstädt erbaute Kirche |
| 1816 | 062       | [ 8 ] |
| 1831 | 076       | [ 5 ] |
| 1840 | 033       | Pfarrhof und bürgerliches Dorf, mit zehn Wohnhäusern |
| 1852 | 098       | Dorf |
| 1864 | 109       | am 3. Dezember, Gemeindebezirk |
| 1867 | 116       | am 3. Dezember, Gemeindebezirk |
| 1871 | 87        | am 1. Dezember, Gemeindebezirk, sämtlich Evangelische |
| 1910 | 114       | [ 13 ] |
| 1933 | 216       | einschließlich Kalkstein |
| 1939 | 258       | einschließlich Kalkstein |

| Jahr      | 2010 | 2021 |
| --------- | ---- | ---- |
| Einwohner | 13   | 13   |

## Verkehr
Auf dem Straßenweg ist das Dorf von Fischhausen aus über eine unwegsame Straße, die in westlicher Richtung von der Regionalstraße 27A-016 (ex A193) abzweigt, zu erreichen.
Die nächste Bahnstation ist Primorsk-Nowy an der Bahnstrecke Kaliningrad–Baltijsk (Königsberg–Pillau).

### Amtsbezirk Tenkitten (1914–1945)
Am 14. März 1914 wurde Tenkitten Sitz und namensgebender Ort eines Amtsbezirks, der durch Umbenennung des bisherigen Amtsbezirks Lochstädt (russisch: Pawlowo) gebildet wurde. Er gehörte zum Landkreis Fischhausen, von 1939 zum Landkreis Samland im Regierungsbezirk Königsberg der preußischen Provinz Ostpreußen. Es waren eingegliedert: die Landgemeinde Kalkstein (russisch: Uspeschnoje, später in die Landgemeinde Tenkitten eingegliedert), die Landgemeinde Legehnen (Popowka, später zu Dargen) und der Gutsbezirk Kobbelbude, Forst (später zu Tenkitten) sowie der Amtssitz Tenkitten.
Am 24. März 1930 wurden auch die drei Landgemeinden des aufgelösten Amtsbezirks Domäne Fischhausen in den Amtsbezirk Tenkitten integriert, die – zusammen mit Tenkitten – auch noch am 1. Januar 1945 dem Tenkittener Amtsbezirk – er trat 1939 dem Landkreis Samland bei – zugehörten: Dargen (russisch: Lunino), Gaffken (Parusnoje) und Sanglienen (Chmeljowka, nicht mehr existent).

### „Tenkitter Riegel“
In der Endphase der Kriegshandlungen lag Tenkitten 1945 im Fokus der militärischen Auseinandersetzungen. Mit letzter Kraft verteidigte die deutsche Wehrmacht unter hohen Verlusten den sogenannten Tenkitter Riegel, um das Vordringen der Roten Armee auf die Hafenstadt Pillau möglichst lange hinauszuzögern. Damit wurde der Aktion „Flucht über See“ noch neun weitere Tage vom 16. bis 25. April 1945 die Möglichkeit geboten, Flüchtlinge mit Schiffen oder durch Übersetzen auf die Frische Nehrung zu retten.

## Kirchspiel
Tenkitten besaß im Zeitraum 1424–1669 ein eigenes Gotteshaus, die Sankt-Adalbert-Kapelle, die außerhalb des Dorfkerns südwestlich von Tenkitten in Küstennähe stand und die der Ordensmarschall Ludwig von Lanse († 1451) zum Gedenken an den im April 997 in dieser Gegend wahrscheinlich erlittenen Märtyrertod des römisch-katholischen Missionars Adalbert von Prag gestiftet hatte. Im Zuge der Reformation wurde die Kapelle 1525 zu einer evangelischen Pfarrkirche umgewidmet. Die Kapelle stürzte 1669 während eines schweren Sturms teilweise ein und wurde danach nie wieder hergerichtet. Im 18. Jahrhundert wurde an ihrem ehemaligen Standort ein eisernes Kreuz errichtet.
Bis zum Jahre 1945 war Tenkitten in das evangelische Kirchspiel der Pfarrgemeinde in Lochstädt eingegliedert, dessen Pfarrer in Tenkitten wohnten und das zum Kirchenkreis Fischhausen (Primorsk) in der Kirchenprovinz Ostpreußen der Kirche der Altpreußischen Union gehörte. Heute liegt Beregowoje im Einzugsbereich der evangelisch-lutherischen Gemeinde in Swetly, einer Filialgemeinde der Auferstehungskirche in Kaliningrad in der Propstei Kaliningrad der Evangelisch-lutherischen Kirche Europäisches Russland.

### Der Marienaltar

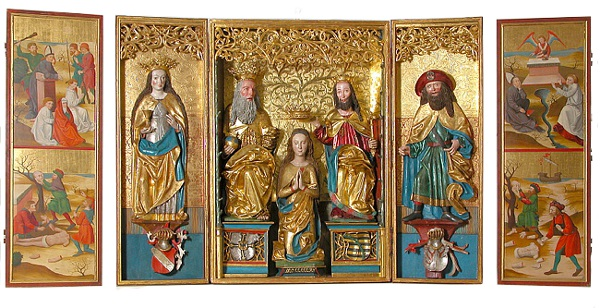
Marienaltar aus der St.-Adalbert-Kapelle bei Tenkitten

Der Marienaltar aus der St.-Adalbert-Kapelle bei Tenkitten im Samland zeigt die Krönung der Mutter Gottes in der Mitte sowie die Hl. Barbara und den Hl. Jakobus auf den Seitenflügeln. Dieser Altar von 1504 – vermutlich aus einer Nürnberger Werkstatt – war ein gemeinschaftliches Geschenk des Hochmeisters Friedrich von Meißen, des Lochstädter Pflegers von Reitzenstein und des Bernsteinmeisters Leo von Waiblingen an die Kirche in Tenkitten. Nach dem Einsturz der Kapelle gelangte er kurzzeitig in die Burgkapelle Lochstedt, wurde aber bald darauf verkauft. Es ist daraus zu schließen, dass auch Lochstedt immer ein Ort der Verehrung des Heiligen Adalbert gewesen ist. Ende der 1660er Jahre erwarb Herr von Blell–Tüngen den Altar und spendete ihn nebst vielen anderen Sammlerstücken der Marienburg. Heute ist der Altar im Marienburger Museum zu besichtigen.

### St.-Adalbert-Kreuz

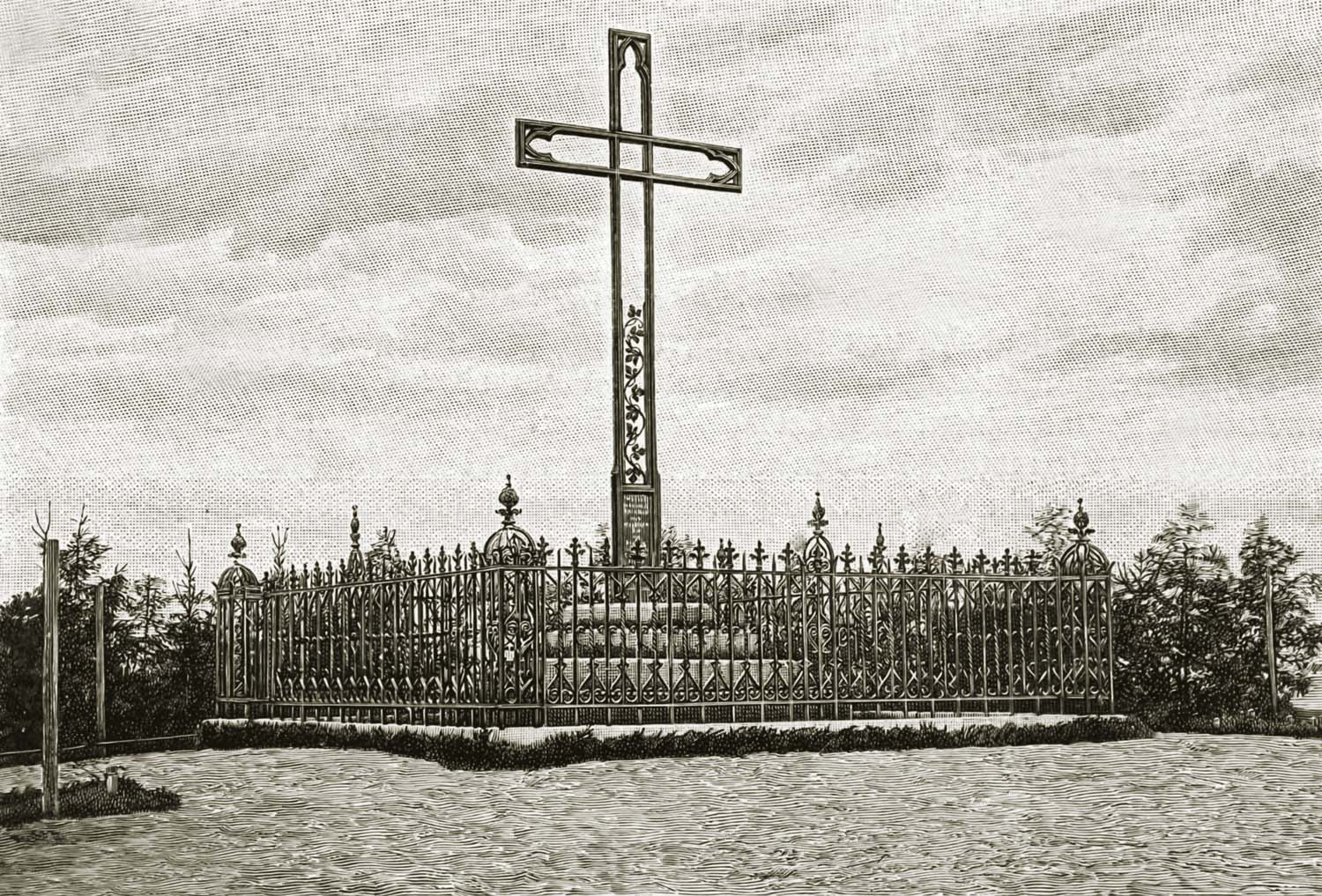
Das St.-Adalbert-Kreuz bei Tenkitten

Auf dem Gelände noch erkennbarer Ruinenreste der St.-Adalbert-Kapelle wurde 1822 ein 9,5 m hohes Holzkreuz aus einem Eichenstamm errichtet, das den Stürmen nicht lange standhielt.
Die polnische Gräfin Wielopolska stiftete ein fast ebenso hohes Eisenkreuz (8,78 m), weil sie im Novemberaufstand 1831 in Fischhausen Zuflucht gefunden hatte. Graf Dohna-Wundlaken, Konsistorialpräsident in Königsberg i. Pr., ließ die eisernen Ranken einarbeiten. Das Kreuz stand bis zur Schlacht um Königsberg im April 1945. Zum 1000-jährigen Jubiläum des Martyriums des hl. Adalbert im Jahr 1997 wurde ein neues Kreuz errichtet.